# ایتاو یونی‌بانکو

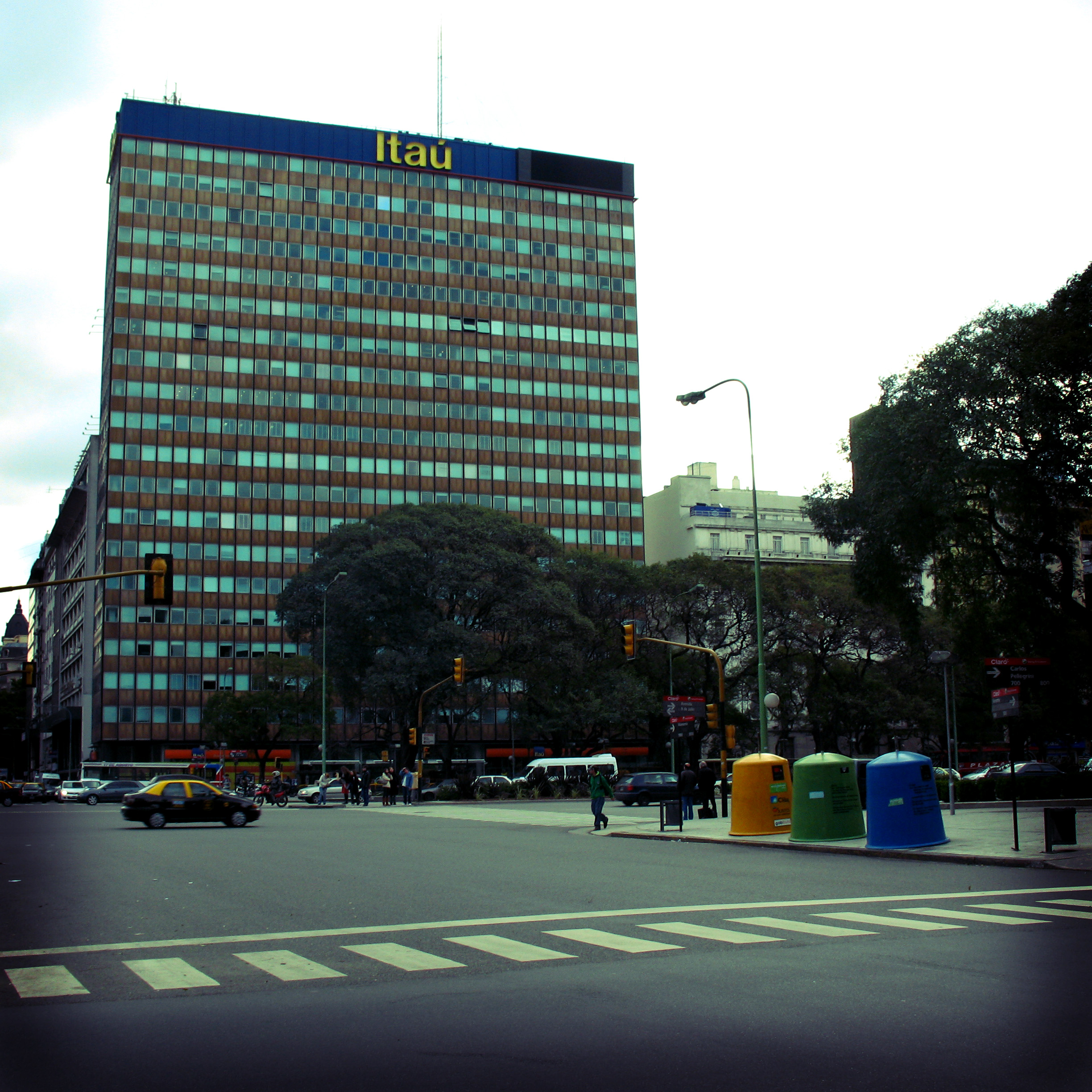
شعبه‌ای از ایتاو یونی‌بانکو در شهر بوینوس آیرس

ایتاو یونی‌بانکو (به پرتغالی: Itaú Unibanco) شرکت خدمات مالی و بانکداری برزیلی است، که دارای عملیات در کشورهای آرژانتین، شیلی، اروگوئه، پاراگوئه، پرتغال، چین، لوکزامبورگ، بریتانیا، ایالات متحده آمریکا و ژاپن می‌باشد.
ایتاو یونی‌بانکو در سال ۲۰۰۸ با ادغام دو بانک برزیلی ایتاو و یونی‌بانکو راه‌اندازی شد و در حال حاضر دهمین بانک بزرگ جهان، بر پایه میزان ارزش بازار سرمایه به‌شمار می‌آید، همچنین پس از بانکو دو برزیل، در رتبه دوم از بزرگتربن بانک‌های برزیل، از نظر میزان دارایی‌ها، شناخته می‌شود.
شعبه مرکزی این بانک در شهر سائوپائولو، برزیل قرار دارد و بخشی از سهام آن در بازارهای بورس نیویورک و بورس سائوپائولو معامله می‌شود.